# 달콤한 2시
달콤한 2시는 전주MBC 표준FM(AM 855kHz, FM 94.3/101.7MHz)에서 주말 오후 2시 5분부터 오후 4시까지 방송하는 라디오 프로그램이다. 진행은 목서윤 아나운서다.

## 진행자
- 목서윤 아나운서 (여)